# Повечеровский, Сергей Адамович
Серге́й Ада́мович Повечеро́вский (латыш. Sergejs Povečerovskis; род. 24 апреля 1960, Оленегорск, Мурманская область) — советский и латвийский хоккеист и хоккейный тренер.

## Биография
В сезоне 1978/79 начал спортивную карьеру в первой лиге в составе СК Урицкого из Казани. В сезоне 1979/80 играл за тольяттинское «Торпедо». В 1980 году начал выступать за рижскую «Латвияс Берзс». С 1981 года также эпизодически стал привлекаться к играм в высшей лиге в составе рижского «Динамо». В сезоне 1985/86 играл за «Автомобилист» из Свердловска. В сезонах 1986/87—1989/90 защищал цвета харьковского «Динамо». Вместе с командой в 1988 году вернулся в высшую лигу. В сезоне 1990/91 снова играл в Казани за «Итиль». 
С распадом СССР уехал играть за границу. В сезоне 1991/92 выступал за словенскую «Есенице», в сезоне 1992/93 за польскую «Подхале» (в обоих чемпионатах стал чемпионом). В межсезонье сыграл несколько игр за «Никс Брих», в сезоне 1993/94 снова играл в Словении за «Целе».
В 1995 году окончательно вернулся в Латвию. Играл в латвийском чемпионате за «Альянс» (1995/96), «Лидо Нафта» (1996/97—2000/01), «Рига 2000» (2000/01—2001/02), «Вилки ОП» (2001/02—2005/06). В сезонах 2008/09—2010/11 играл за клуб «Озолниеки/Монархс», одновременно выполняя обязанности играющего тренера. В 2011 году завершил игровую карьеру, следующие два сезона работал в «Монархах» уже как главный тренер.
В 2012 году в Риге перед матчем звёзд КХЛ состоялся матч «Легенды хоккея» между командами Балдериса и Фетисова. Повечеровский играл в составе «команды Балдериса» и отметился двумя заброшенными шайбами. 

## Статистика выступления в высшей лиге
| Легенда | Легенда                    | Легенда | Легенда                   | Легенда | Легенда    |
| ------- | -------------------------- | ------- | ------------------------- | ------- | ---------- |
| И       | Количество проведённых игр | Штр     | Штрафное время            | +/−     | Плюс-минус |
| Г       | Голы                       | П       | Голевые передачи          | О       | Очки       |
| -       | Статистика неизвестна      | —       | Статистика не учитывалась |         |            |

| Сезон                    | Команда                  | И   | Г  | П  | О  | Штр |
| ------------------------ | ------------------------ | --- | -- | -- | -- | --- |
| 1981/82                  | «Динамо» (Рига)          | 7   | 0  | 2  | 2  | 2   |
| 1983/84                  | «Динамо» (Рига)          | 1   | 0  | 1  | 1  | 10  |
| 1984/85                  | «Динамо» (Рига)          | 9   | 2  | 0  | 2  | 2   |
| 1988/89                  | «Динамо» (Харьков)       | 26  | 4  | 7  | 11 | 12  |
| 1989/90                  | «Динамо» (Харьков)       | 27  | 9  | 3  | 12 | 10  |
| 1990/91                  | «Итиль»                  | 36  | 12 | 9  | 21 | 6   |
| Всего в чемпионатах СССР | Всего в чемпионатах СССР | 106 | 27 | 22 | 49 | 42  |

## Достижения
- Чемпион Словении 1992 года в составе «Есенице»;
- Чемпион Польши 1993 года в составе «Подхале».